# あっかんべェ一休
『あっかんべェ一休』（あっかんべェいっきゅう）は、坂口尚による日本の漫画作品。室町時代の禅僧・一休宗純を主人公とする。月刊アフタヌーン（講談社）1993年7月号から1996年1月号まで連載され、単行本全4巻が刊行された。

## 概要
生きる意味、仏の道、人の道を問う一休の苦悩や生活を物語の大きな流れとしながら、美の道を求める世阿弥とそのパトロンである足利将軍家の興亡を折に触れて（しかし一休とはほとんど交差することなく）挿入するなど、室町から戦国時代へと向かう時代風景を重層的に描写している。
『石の花』『VERSION』より続く長編3部作の集大成であり、また坂口が最終話脱稿直後の1995年末に死去したため、本作品が遺作となった。1996年には、日本漫画家協会賞優秀賞を受賞した。

## あらすじ
後小松天皇の落胤である千菊丸は、南朝の残党という嫌疑から逃れるため、京都の安国寺に預けられる。やがて周建（しゅうけん）と名付けられ得度し、持ち前の利発さを生かしながら勉学に励むが、見聞を広めるにつれて五山叢林の腐敗に義憤を感じ、安国寺を出る。一方、世阿弥は足利義満の興味が自分の芸から離れていくことを感じていた。
清貧の道を行く謙翁宗為に弟子入りした周建は、宗純（そうじゅん）と名付けられ、清き心を得ようと努力する。しかし謙翁は死の床で「清いものをと望んだとき、お前の心の中には汚れたものが生まれている。差別を生むのはお前の心自身だ」という警句を宗純に与える。師を失った宗純は絶望し自害を試みるが、一命を取り留める。
やがて宗純は堅田の禅興庵を訪ね、華叟宗曇に弟子入りする。宗純は華叟から与えられた公案『洞山三頓の棒』を解き、一休（いっきゅう）の道号を受ける。兄弟子の養叟宗頤は激しく嫉妬するが、一休はとりあわず、さらに思索を深める。闇夜にカラスが鳴く声を聞いた一休は大悟するが、華叟が与えようとした印可証を「紙切れに過ぎない」と辞退する。このころ、足利義持は実弟の義嗣を殺害し、将軍の座についていたが、実権は僧・満済に握られていた。世阿弥は一時の人気にとらわれることなく、息子の観世元雅とともに真の美を求めようともがくが、音阿弥の華やかな芸に心奪われる足利義教によって、佐渡島に配流されてしまう。
やがて一休は禅興庵を離れる。旅芸人の春夜叉に恋焦がれ、あらわになる自我と対話を続けながら、下克上の風が吹き始めた世俗の中へと身を投じる道を選ぶ。飲酒・女犯など破戒の限りを尽くす一休は次第に民衆の共感を得、やがて堺の町で集雲庵を結ぶ。一方、養叟は死の間際の華叟より印可を受け、大徳寺再興の資金を集めるべく、同じく堺に陽春庵を建立する。
有名になった一休はついに父である後小松帝と再会する。落胤としての威光を期待する大徳寺の僧たちに乞われて、一休は山内の如意庵に住むことになるが、わずか10日間で寺を去る。大徳寺住持となった養叟は再び一休と対峙し、凡人を救うために偶像が必要であると力説する。仏教界の栄華を極めたはずの養叟は、しかし空虚な人生を嘆きながら没した。音阿弥は自らの芸に酔いしれるが、そのもとに金春禅竹が現れ、義父・世阿弥が時空を超えて美の境地を見たことを示唆する。
一休は盲目の旅芸人・森女と出会い、事実上の伴侶として晩年をともにする。天地万物と自らが一体であることを確信し、それでもなお「自分が生きる」ことにこだわりながら、一休は世を去るのだった。

## 主な登場人物
主要登場人物の多くは、室町時代に実在したとされる人物である。
一休宗純（千菊丸、周建）
主人公。後小松帝を父にもちながらも幼くして出家させられる。正義感が強く心優しい、聡明な坊主。権力や富に溺れる大寺に疑問を感じて出奔し、純粋禅と出会う。謙翁（為謙）宗為や華叟宗曇に師事して過酷な修行を積んだ末に大悟する。その後は華叟からの印可証を辞退して民衆の中で修行を続ける。応仁の乱後に大徳寺を復興した。
華叟宗曇
一休の師。播州の生まれ。官寺化する大徳寺を捨て、清貧の道を歩む禅僧。謙翁と同じ宗派に属するが、坐禅を行う一方で托鉢を禁じるなど、仏教における「形のありよう」について多くの示唆を一休に与える。
謙翁宗為
一休の師因。妙心寺の開山・関山慧玄の法灯を継ぐ無因宗因の高弟。弟子を取らず民衆の中に溶けこみ、托鉢を続ける禅僧。一休に警句を与える。
像外鑑
一休の師。安国寺の住職を務める禅僧。権力には弱く富に甘える面もあるが、一休の大寺に疑問を感じる心や己に正直な性分を評価し、彼が寺を出奔する際も「とことんまっしぐらに歩んでみよ」と励ましている。
養叟宗頤
一休の師兄で華叟の一番弟子。京都の生まれ。嫉妬深い性格で、公案などで一休に遅れをとったことを根に持つ。戒律を変に重んじ過ぎて世俗の空気を禅道場に一休が持ち込んだと思い込んで対立する。「凡人は崇めるべき対象を求めており、それを仏教として示すことこそが必要」と頑なに盲信している。一休を執念深く攻撃し、彼の対極となるが、一休は自分が悟りを得る前の自身の鏡のような考え方の人物としても認識している。
後小松天皇
一休の父。第100代の天皇。
伊予局
一休の母。俗名照子。南朝の血を引き、当人は何も目論んでいないのに反対派のでっちあげられた讒言から御所を追われて、嵯峨野で千菊丸（一休）を産んだ。自分や千菊丸に向けられた幕府の間諜を避けて疑いや警戒を逸らすため、千菊丸を出家させる。
世阿弥
猿楽を能として完成させた人物。物語中で挿話的に登場し、真の美を求めつづける。常に能面を被った姿で描かれる。
蜷川新左衛門親当（蜷川新右衛門）
寺社奉行。武芸の達人で、誠実な性格の武士。将軍に仕えている蜷川家の跡取り。
足利義満
室町幕府の3代将軍。南北朝を合一し、幕府権力を確立した。
足利義教
室町幕府の6代将軍。
茂吉（村田珠光）
一休の弟子。わび茶の開祖。
金春禅竹
世阿弥の到達した境地を音阿弥に伝えるほか、晩年の一休が結んだ庵にも出入りする。
音阿弥（観世元重）

## 書誌情報
連載中および連載終了後には、アフタヌーンの発行元である講談社から単行本化され出版されていた。その後絶版で入手困難となっていたが、2024年にKADOKAWAの青騎士コミックスレーベルより復刻および電子書籍化された。
坂口尚『あっかんべェ一休』講談社KCデラックス
全4巻、B5判。
表紙イラストは4巻とも坂口の描き下ろしで、それぞれ少年期・青年期・壮年期・老年期の一休を描いている。
- 第一巻 1993年12月16日発行、ISBN 978-4-06-319442-5
- 第二巻 1994年06月21日発行、ISBN 978-4-06-319490-6
- 第三巻 1995年04月18日発行、ISBN 978-4-06-319587-3
- 第四巻 1996年01月20日発行、ISBN 978-4-06-319666-5

坂口尚『あっかんべェ一休』講談社漫画文庫
上下巻、A6判。
KCデラックス版の第一・二巻を上巻に、第三・四巻を下巻にそれぞれ収録。
表紙イラストはKCデラックス版と異なり、作中で頻出する蜘蛛（上巻）と髑髏（下巻）を主体とし、『一休道歌』にある歌をあしらっている。
- （上） 1998年10月08日発行、ISBN 978-4-06-260474-1
- （下） 1998年10月08日発行、ISBN 978-4-06-260475-8

坂口尚『あっかんべェ一休』KADOKAWA青騎士コミックス
全4巻、B5判。
巻数を大字で表記している。電子書籍版も同時配信された。
表紙デザインは作中コマをコラージュしたものとなっている。
- 第壱巻 2024年01月19日発行、ISBN 978-4-04-737767-7
- 第弐巻 2024年01月19日発行、ISBN 978-4-04-737768-4
- 第参巻 2024年02月20日発行、ISBN 978-4-04-737769-1
- 第肆巻 2024年02月20日発行、ISBN 978-4-04-737770-7

### 翻訳版
日本国外においては、グレナから1996年にフランス語版が出版されたが、その後海外出版のライセンスが失効し絶版となっていた。2023年からRevivalレーベルで順次復刊されている。
台湾では東立出版社から繁体字版全4巻が刊行された。このほか、ドイツ、スペイン、イタリア、香港でも各国語版が出版された。
Hisashi Sakaguchi, "Ikkyu", Revival（フランス語版）
全4巻（予定）、21cm×28cm。
翻訳は鈴木賢三、脚色はFrédéric Guyaderによる。
表紙イラストはKCデラックス版に準じる。
- TOME 1、2023年02月15日発行、ISBN 979-10-96119-66-0
- TOME 2、2023年10月11日発行、ISBN 979-10-96119-73-8

坂口尚、『一休和尚』、東立出版社（繁体字版）
全4巻。
翻訳は林靜誼。表紙イラストはKCデラックス版に準じる。
- 第一巻、1995年05月25日発行、ISBN 978-957-342484-0
- 第二巻、ISBN 978-957-342485-7
- 第三巻、ISBN 978-957-343962-2
- 第四巻、ISBN 978-957-344370-4